# Dominancia (etología)

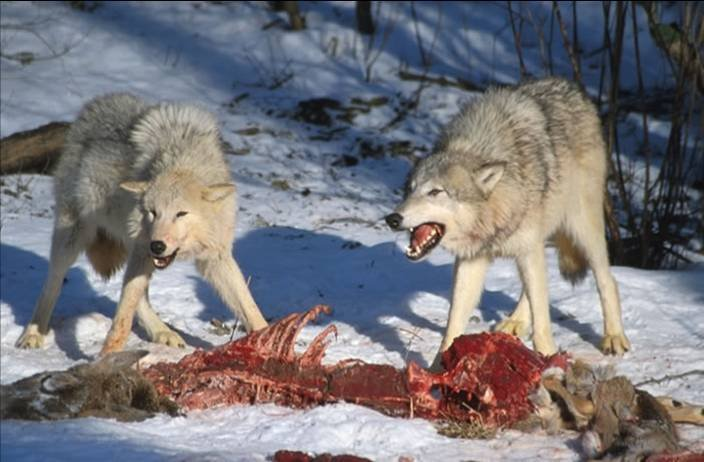
El lobo de la derecha muestra su dominancia mostrando los dientes y aplanando sus orejas contra el cuerpo, mientras eriza el pelo. El de la izquierda baja su cabeza y se aleja para apaciguar al individuo dominante.

Para la etología, la dominancia es la posesión de un alto estatus social dentro de un grupo de animales que exhibe una organización social jerárquica. 
Para la ecología, una especie es dominante cuando ejerce una gran influencia sobre la composición y la forma de una comunidad.
Otra definición de dominancia es "un atributo del patrón de interacciones repetidas entre dos individuos, caracterizado por un resultado siempre a favor del mismo miembro y un valor predeterminado de respuesta del oponente en lugar una escalada en el nivel. El estado del ganador consistente es dominante y el del subordinado, perdedor." En resumen el animal dominante tiene "prioridad de acceso a los recursos".
En biología y antropología, dominancia es la situación de tener un elevado estatus social en referencia a uno o más individuos, los cuales reaccionan en forma subordinada hacia el sujeto dominante. Esto le permite tener acceso a recursos, como alimento o parejas, a expensas de los individuos socialmente inferiores sin necesidad de recurrir a agresión. La ausencia o reducción de agresión son importantes par ambos miembros de la interacción porque reducen el costo de energía y el riesgo de daño corporal.
La dominancia puede ser una relación puramente diádica, por ejemplo, individuo A domina a individuo B, sin que esto tenga ningún efecto en las relaciones de ellos con el individuo C. Por otra parte, la dominancia puede ser jerárquica, en que si el individuo A domina a B y este domina a C, por extensión, A domina a C. Esto se llama jerarquía linear de dominancia. En etología el animal dominante es llamado alfa.
En algunas sociedades animales hay déspotas, un individuo dominante y el resto del grupo con poca o no estructura jerárquica. Entre los caballos se usan coaliciones en que un par de machos ejercen dominancia sobre un tercero que podría ejercer superioridad sobre cada individuo separadamente.
Lo opuesto de dominancia es subordinación o sumisión.

## Establecimiento y mantenimiento de la dominancia
Al comienzo, la dominancia puede establecerse por combate o simplemente por amenazas. Sin embargo, una vez establecida es mantenida por acciones agonistas o por comportamientos competitivos con gradual reducción de la agresión hasta que a veces está totalmente ausente. En el mantenimiento de esta relación, el comportamiento del animal subordinado es crítico. Si el animal dominante considera que su estatus está cuestionado responde amenazando al animal subordinado. Este puede, o bien, aumentar la intensidad de su desafío o mostrar deferencia. Así, en general, es el comportamiento del animal subordinado que mantiene esta relación, más que el dominante.

## Funciones
La función principal de la jeraquía de dominancia es aumentar la aptitud o eficacia biológica de los animales implicados en esta relación. La lucha para adquirir recursos como alimento y pareja es costosa en términos de tiempo, energía y riesgo de daño físico. Al desarrollar una jerarquía de dominancia, los animales determinan cuales son los que tienen prioridad de acceso a los recursos, especialmente aquellos que son limitados; como resultado hay una reducción en los niveles de agresión una vez que se ha establecido un orden jerárquico. Esto significa un ahorro de costos de tiempo y energía así como reducción del riesgo de daño físico.
El animal dominante tiene comportamientos sexuales, alimentarios, etc., libres de influencia de otros miembros del grupo. El animal subordinado o sumiso, en cambio tiene comportamientos fuertemente influenciados por el resto del grupo. En muchas sociedades animales las oportunidades de reproducirse corresponden al estatus en la escala de dominancia, sin embargo en otras sociedades animales estas dos funciones no están relacionadas, por ejemplo en las ratas topos lampiñas y en muchos animales domésticos y de granja. En sociedades jerárquicas, el animal dominante ejerce su control sobre los otros, por ejemplo en una manada de cabras silvestres, el macho más grande es dominante y mantiene la disciplina y coherencia del rebaño. Dirige al grupo pero comparte el liderazgo en expediciones de forrajeo con una cabra hembra veterana, la cual generalmente vive más tiempo que una sucesión de machos dominantes. Sin embargo otros estudios muestran que el orden de liderazgo en cabras no está relacionado con la edad o la dominancia.
En ovejas, la posición y los movimientos de un rebaño están correlacionados a la dominancia social, pero no existe evidencia definitiva de un liderazgo voluntario de un miembro específico.
En las aves, los individuos dominantes eligen preferentemente las perchas más elevadas para detectar y evitar a los depredadores y para desplegar su dominancia hacia sus coespecíficos. Sin embargo, se ha sugerido que, más comúnmente la toma de decisiones pertinentes a las acciones del grupo están disociadas de la dominancia social.